# Момчил Неков
Момчил Неков е български политик и писател, в периода юли 2014 — юли 2019 г. е евродепутат, заместник-министър на земеделието в правителството на Кирил Петков.

## Ранни години
Момчил Неков е роден на 13 май 1986 г. в Силистра. Завършва езиковата гимназия в Силистра с първи немски и втори английски език. През 2005 г. се премества да живее в София, където завършва висшето си образование. Има две магистратури – политология в Софийски университет „Св. Климент Охридски“ и международни икономически отношения в УНСС.
От 2010 до 2014 г. инспектор и старши инспектор в Дирекция „Правни производства и надзор” в Комисията за защита на личните данни.

## Политическа кариера
На изборите за Европейски парламент през 2014 г. е избран за член на ЕП от листата на БСП, след като мястото му в нея (15-то) съвпада с номера на партията за изборите. Заради непознатия за повечето избиратели преференциален вот, голяма част от тях зачертват и двата номера 15. Поради тази причина избирането на Неков става известно като феноменът 15/15. Друг придобил известност избор, свързан с този "феномен", е този на Ана Баракова за народен представител в XLIII народно събрание няколко месеца по-късно.
По време на мандата си в Европейския парламент Неков е член на Комисията по земеделие и развитие на селските райони (AGRI) и на Комисията по култура и образование (CULT).
На изборите за Европейски парламент през 2019 г. е кандидат за втори мандат, отново от листата на БСП. Този път е 9-ти в листата с №109 (за да не се повтаря феноменът 15/15 номерата на партиите и кандидатите вече се различават). Не е избран.
На местните избори през 2019 г. е кандидат за кмет на Силистра. На балотажа, на който се изправя срещу кандидата за трети мандат Юлиян Найденов, губи.
Заместник-министър на земеделието в правителството на Кирил Петков.